# Destello
Un destello es un fenómeno lumínico que consiste en una explosión de luz rápida (generalmente de unos centésimos de duración), de poca o mucha intensidad. Ejemplo de este tipo de destello sería el conocido flash fotográfico.
También se denomina destello a un rayo sobresaliente de luz. Estos destellos son más habituales, ya que se producen cuando la luz de un cuerpo lumínico, que es bloqueada por otro cuerpo opaco, es captada por el ojo humano. Ejemplo de este tipo de destello puede ser el destello verde.

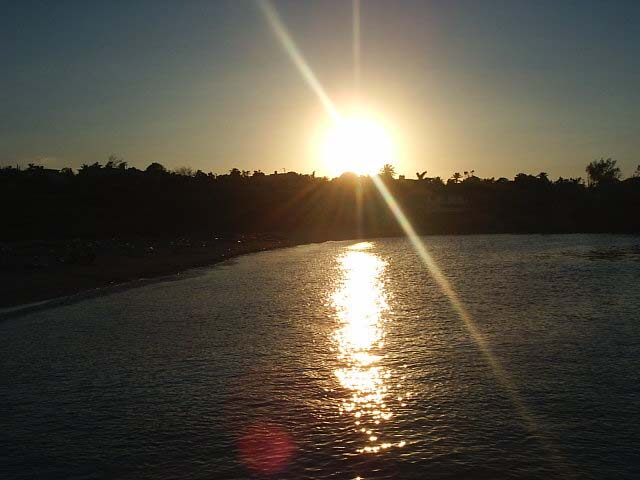
Un destello de luz solar, visto por arriba de los árboles. La luz solar es bloqueada por los árboles, excepto esos rayos que sí pueden verse y se denominan "destello".

## Ejemplos
- Destello verde
- Destello fotográfico